# لين بيترز (ممثلة)
لين بيترز (بالإنجليزية: Lyn Peters)‏ هي ممثلة أمريكية، ولدت في 1941، وتوفيت في 10 سبتمبر 2013 بسبب مرض.

## وصلات خارجية
- لين بيترز (ممثلة) على موقع IMDb (الإنجليزية)
- لين بيترز (ممثلة) على موقع قاعدة بيانات الأفلام السويدية (السويدية)
- لين بيترز (ممثلة) على موقع قاعدة بيانات الفيلم (الإنجليزية)
- لين بيترز (ممثلة) على موقع كينوبويسك (الروسية)